# William Pett
William James "Billy" Pett (Derby, 25 d'agost de 1873 – Ewell, 20 de desembre de 1954) va ser un ciclista anglès, que va prendre part en els Jocs Intercalats i als Jocs Olímpics de 1908.
Va guanyar la medalla d'or a la prova de vint quilòmetres dels Jocs Intercalats a Atenes. Dos anys abans havia aconseguit la medalla de plata a la prova Mig fons amateur als Campionats del món celebrats a Londres.